# Charlotte Kerr
Charlotte Kerr (* 29. Mai 1927 als Charlotte Kirschbaum in Frankfurt am Main; † 28. Dezember 2011 in Bern) war eine deutsche Schauspielerin, Regisseurin und Produzentin.

## Leben
Über Charlotte Kerrs Leben ist wenig bekannt. Entgegen anderslautenden Angaben war sie keine Tochter des Berliner Theaterkritikers Alfred Kerr, sondern des Frankfurter Kaufmanns Paul Kirschbaum. Nach der Scheidung der Eltern wuchs sie bei der Mutter im Allgäu auf. Nach einigen Semestern Germanistik an der Universität Heidelberg hatte sie ihren ersten Bühnenauftritt 1951 in Fritz Kortners Inszenierung von Schillers Don Carlos. Im Fernsehen wurde sie durch ihre Rolle als General Lydia van Dyke der „Schnellen Raumverbände“ in der Fernsehserie Raumpatrouille (1966) und in den kritischen Filmen von Rainer Erler (Fleisch) (1979) bekannt.
Kerr war mit dem Filmproduzenten Harry R. Sokal (1898–1979) verheiratet. 1983 lernte sie, die gerade ein Porträt der griechischen Ministerin Melina Mercouri gedreht hatte, Friedrich Dürrenmatt kennen. Aus der Diskussion um dessen Stück Achterloo erwuchs eine innigere Verbindung. 1984 wurde sie die zweite Ehefrau des Dramatikers. Mit ihm zusammen entstanden der Film Porträt eines Planeten (1984) und das Theaterstück Rollenspiele. Nach seinem Tod 1990 verwaltete sie Dürrenmatts malerischen Nachlass und gab Schriften aus dem Nachlass heraus. In ihrem Buch Die Frau im roten Mantel erzählt sie von ihrem Leben mit dem Schriftsteller. 2000 wurde in Neuenburg das von ihr initiierte Centre Dürrenmatt eröffnet.
Charlotte Kerr sprach die Off-Stimme der deutschen Fassung von Chris Markers Filmessay Sans soleil.
Am 28. Dezember 2011 verstarb sie im Alter von 84 Jahren in Bern.

## Filmografie
- 1952: Karneval in Weiß
- 1960: Heldinnen (UFA, Drehbuch)
- 1961: Das Wunder des Malachias
- 1963: Alarm in den Bergen (Fernsehserie, Folge Schußfahrt im Nebel)
- 1966: Raumpatrouille (Fernsehserie)
- 1968: Heißer Sand auf Sylt
- 1968: Peter und Sabine
- 1969: Deine Zärtlichkeiten
- 1971: Arsène Lupin, der Meisterdieb (Fernsehserie, Folge La danseuse de Rottenburg)
- 1972: Alexander Zwo (Fernseh-Mehrteiler)
- 1972: Versuchung im Sommerwind
- 1973: Mordkommission – Gesellschaftsspiel
- 1973: Der Kommissar – Rudek
- 1974: Telerop 2009 – Es ist noch was zu retten – Wir dürfen in die Boote
- 1974: Die Antwort kennt nur der Wind
- 1977: Abelard – Die Entmannung
- 1978: Plutonium
- 1978: Der Alte – Erkältung im Sommer
- 1979: Fleisch
- 1981: Der Alte – Die Ratte
- 1982: Quo vadis, Mikis? – Fragen an Mikis Theodorakis (NDR und SFB, Buch und Regie)
- 1982: Der Androjäger (Serie)
- 1983: Fred Zinnemann – ein Hollywoodregisseur (BR, Buch und Regie)
- 1984: Eine Liebe von Swann
- 2003: Raumpatrouille Orion – Rücksturz ins Kino

## Buch
- Die Frau im  roten Mantel. Piper, München 1992, ISBN 3-492-03589-2.